# (38474) 1999 TS88
1999 TS88 (asteroide 38474) é um asteroide da cintura principal. Possui uma excentricidade de 0.24746650 e uma inclinação de 19.36961º.
Este asteroide foi descoberto no dia 2 de outubro de 1999 por LINEAR em Socorro.